# Stranach (Gemeinde Hüttenberg)
Stranach, im 19. Jahrhundert auch Hinterstranach, ist eine Ortschaft in der Gemeinde Hüttenberg im Bezirk Sankt Veit an der Glan in Kärnten. Die Ortschaft hat 15 Einwohner (Stand 1. Jänner 2024).

## Lage
Die Ortschaft liegt im Osten des Bezirks Sankt Veit an der Glan, am Südwestrand der Gemeinde Hüttenberg, auf dem Gebiet der Katastralgemeinde Lölling, rechtsseitig nahe dem Ausgang des Löllinger Grabens. Im Ort werden die Vulgonamen Hochenegger (Nr. 2), Jödbauer (Jädlbauer, Nr. 3), Jakam (Jaggan, Nr. 4), Purber (Nr. 5) und Wohlgemuth (Nr. 6) geführt.

## Geschichte
Der Ortsname leitet sich aus dem slowenischen Stranjah („bei denen an der Seite“) ab.
Auf dem Gebiet der Steuergemeinde Lölling liegend, gehörte Stranach in der ersten Hälfte des 19. Jahrhunderts zum Steuerbezirk Althofen (Herrschaft und Landgericht). Bei Gründung der Ortsgemeinden im Zuge der Reformen nach der Revolution 1848/49 kam Stranach an die Gemeinde Lölling. Im Zuge der Gemeindestrukturreform 1973 kam der Ort an die Gemeinde Hüttenberg.

## Bevölkerungsentwicklung
Für die Ortschaft zählte man folgende Einwohnerzahlen:
- 1869: 6 Häuser, 62 Einwohner[3]
- 1880: 6 Häuser, 52 Einwohner[4]
- 1890: 6 Häuser, 60 Einwohner[5]
- 1900: 6 Häuser, 69 Einwohner[6]
- 1910: 7 Häuser, 77 Einwohner[7]
- 1923: 7 Häuser, 76 Einwohner[8]
- 1934: 70 Einwohner[9]
- 1961: 7 Häuser, 40 Einwohner[10]
- 2001: 7 Gebäude (davon 6 mit Hauptwohnsitz) mit 7 Wohnungen; 20 Einwohner und 0 Nebenwohnsitzfälle; 7 Haushalte; 1 Arbeitsstätte, 3 land- und forstwirtschaftliche Betriebe[11]
- 2011: 6 Gebäude, 16 Einwohner, 5 Haushalte, 3 Arbeitsstätten[12]
- 2021: 7 Gebäude, 15 Einwohner, 6 Haushalte, 4 Arbeitsstätten[13]